# Ludmila de Bohèmia
Ludmila de Bohèmia (Mělník, Bohèmia, ca. 860 - Tetín, 15 de setembre de 921) fou una duquessa consort de Bohèmia, àvia de Venceslau I de Bohèmia. És venerada com a santa per diverses confessions cristianes.

## Biografia
Ludmila va néixer a Mělník, filla del príncep eslau Slavibor. Va casar-se amb Bořivoj I de Bohèmia, primer duc de Bohèmia que va abraçar el cristianisme. Els dos van convertir-s'hi cap al 871, probablement a causa de la predicació dels sants Ciril i Metodi. La seva conversió i els seus esforços per difondre la nova religió a les seves terres no foren ben rebuts i van haver de marxar del país. Van poder tornar i hi regnaren alguns anys abans de retirar-se a Tetín, prop de Beroun.
Ludmila va ocupar-se de l'educació dels seus nets Venceslau i Boleslau. El duc Bořivoj I fou succeït pel seu fill Spytihněv, que només regnà dos anys i fou succeït pel seu germà Vratislav. Aquest, mort en 921, deixà el regne al seu fill de vuit anys Venceslau, que havia estat educat cristianament per la seva àvia Ludmila i instaurà el cristianisme com a religió oficial de l'estat.

### Ludmila i Drahomíra
La mare de Venceslau, Drahomíra, estava gelosa per la influència de Ludmila sobre els seus fills. Envià dos sicaris a Tetín perquè la matessin: la tradició diu que la van escanyar amb el seu propi vel; com a càstig, es diu que Drahomíra morí quan la terra s'obrí al seu pas i l'empassà.

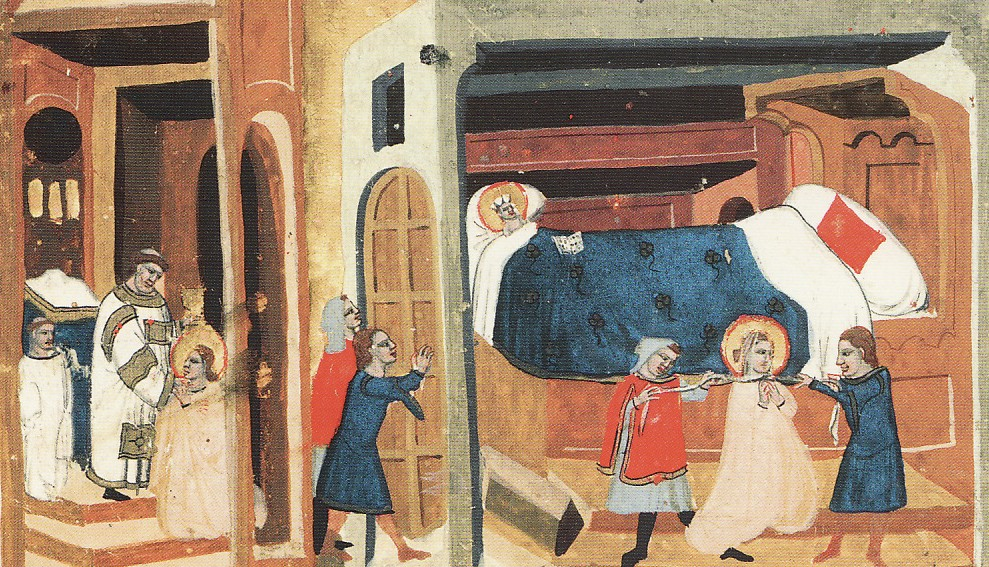
Mort de Ludmila, miniatura del s. XIV
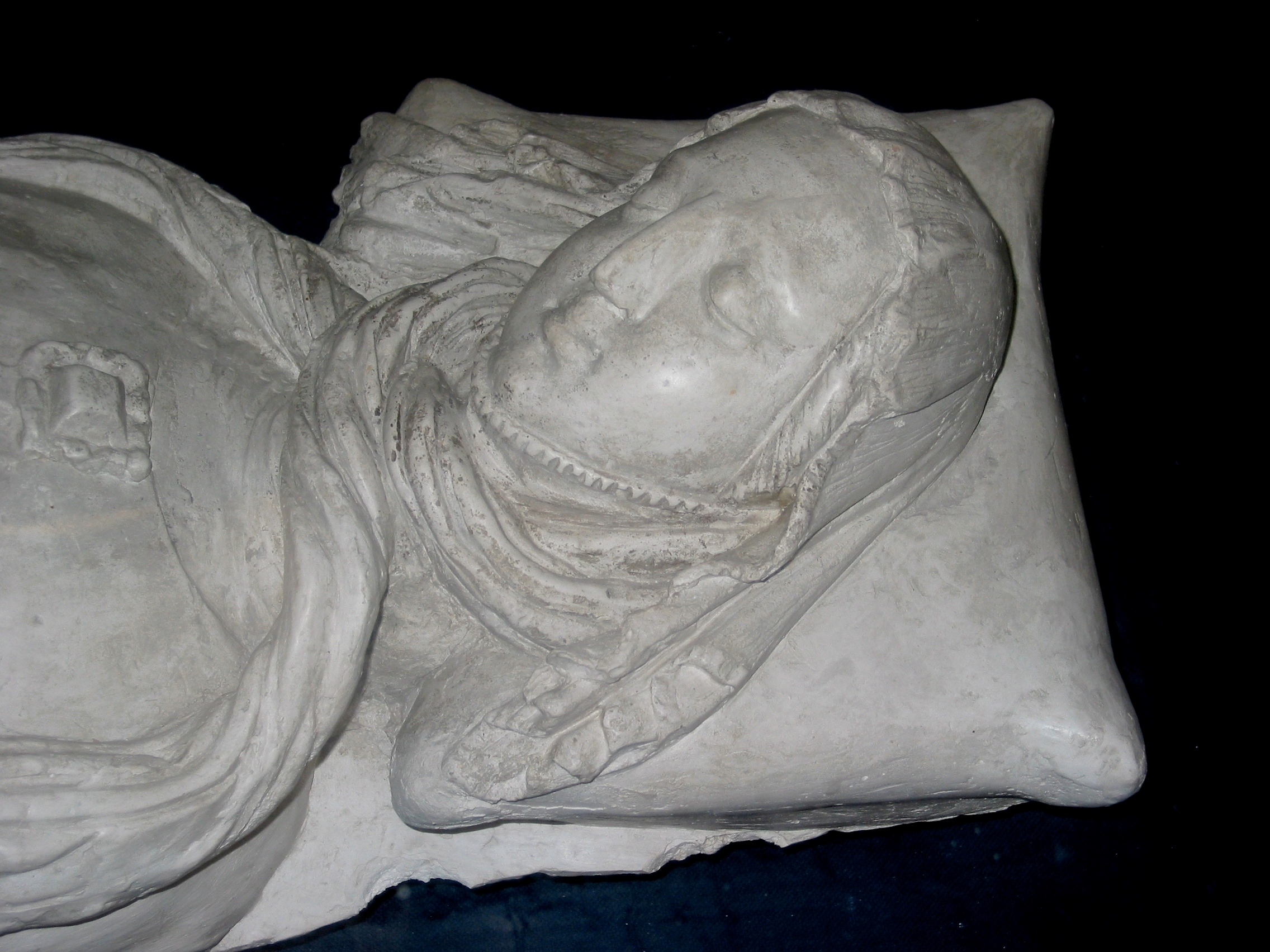
Santa Ludmila escanyada, escultura del s. XIX
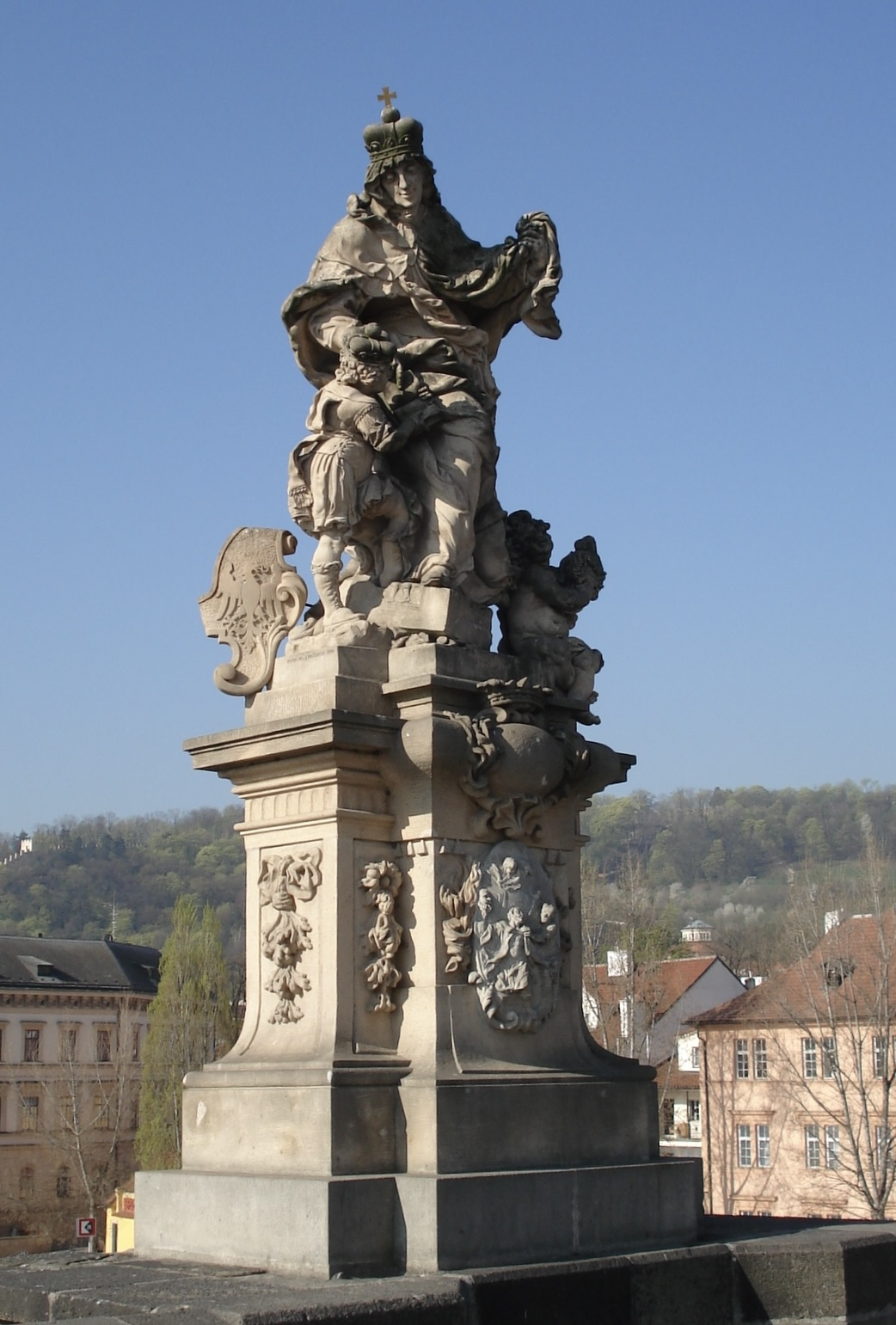
Estàtua al Pont de Carles de Praga, s. XVIII
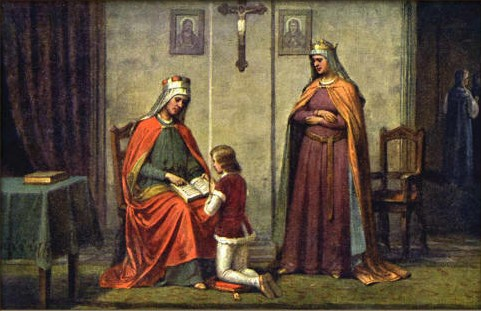
Ludmila ensenyant a Venceslau, amb Drahomíra, per Josef Mathauser, s. XIX

## Veneració
Ludmila fou enterrada a l'església de Sant Miquel de Tetín. Cap al 1100, les seves restes foren portades a Praga, i avui són a l'església de Sant Jordi del castell de Praga.
Fou canonitzada poc després de morir i és venerada com a patrona de Bohèmia, amb festivitat el 16 de setembre. ed on September 16.

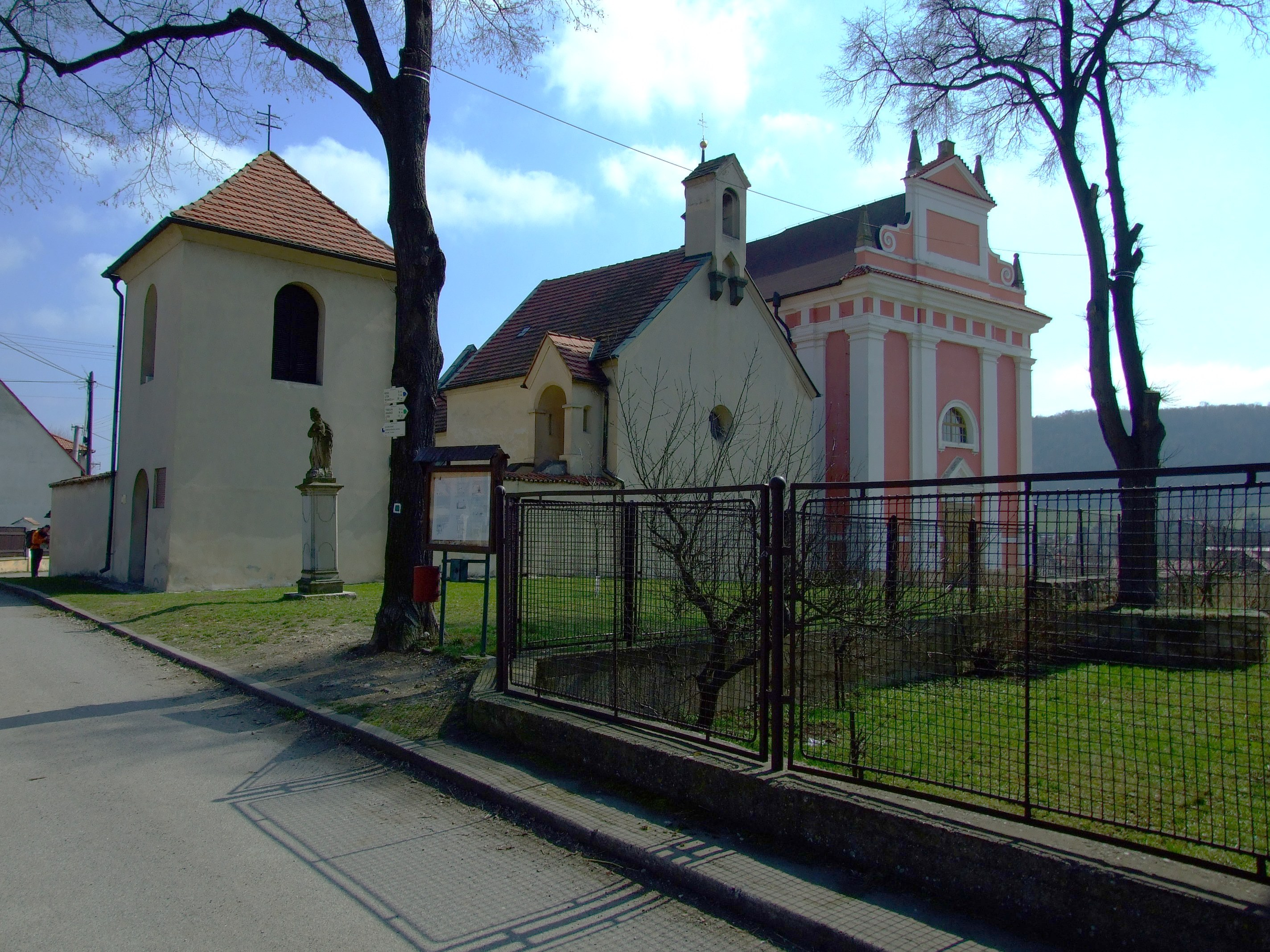
Església de Tetín, sobre el lloc on va morir
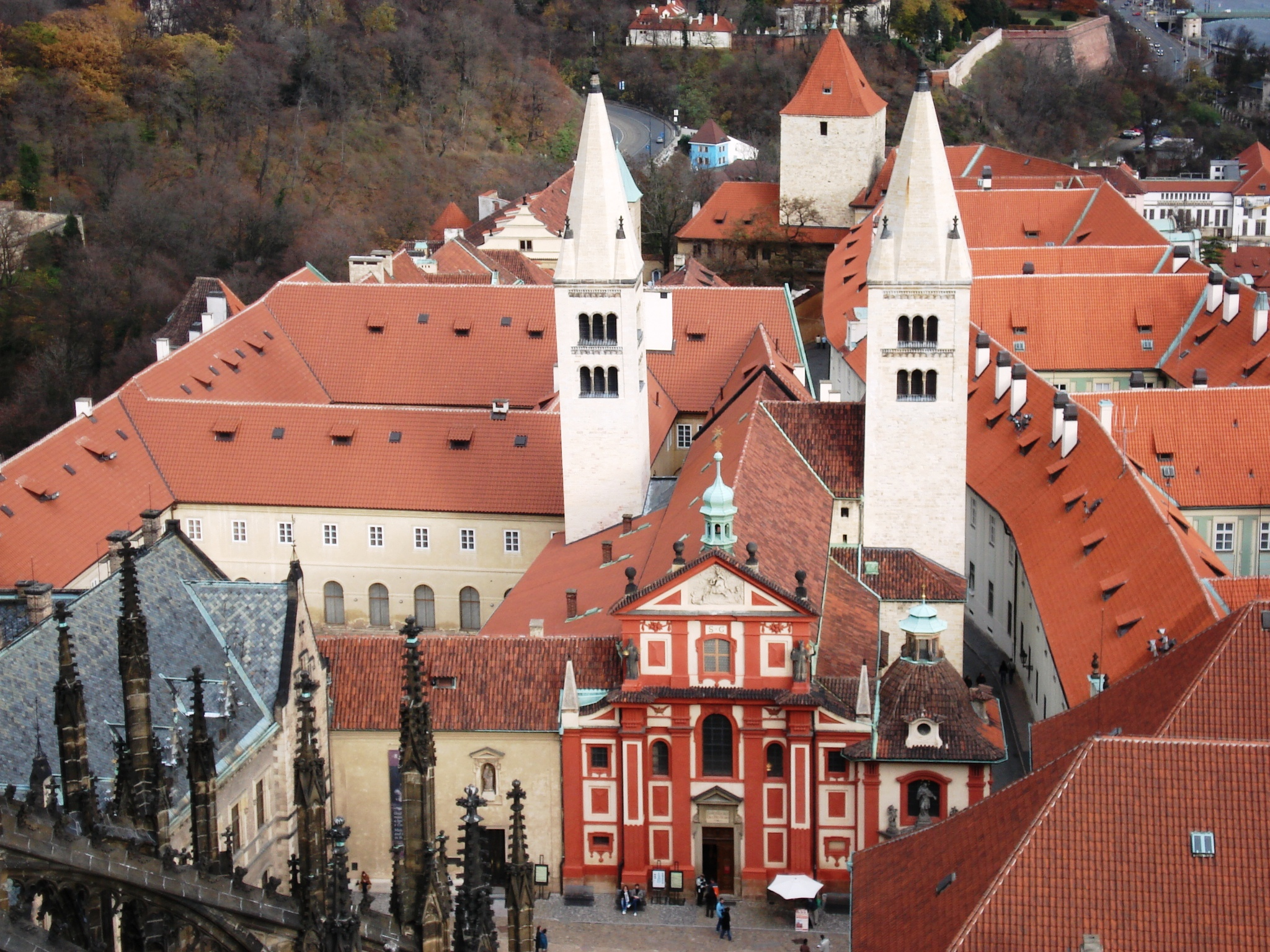
Basílica de S. Jordi (Praga)
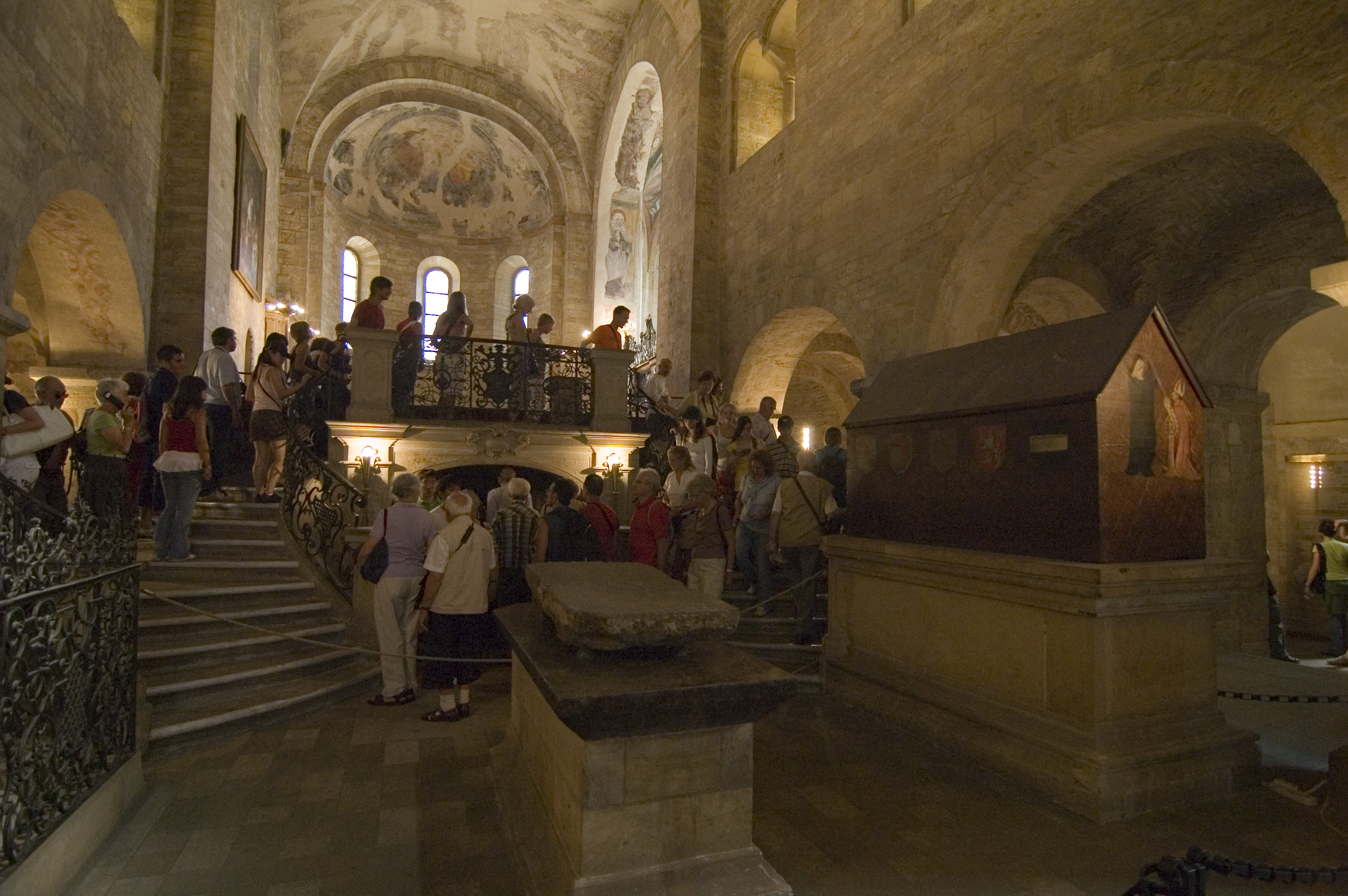
Interior de S. Jordi, amb el sarcòfag de Ludmila a la dreta